# 罗伯特·韦斯特霍尔特

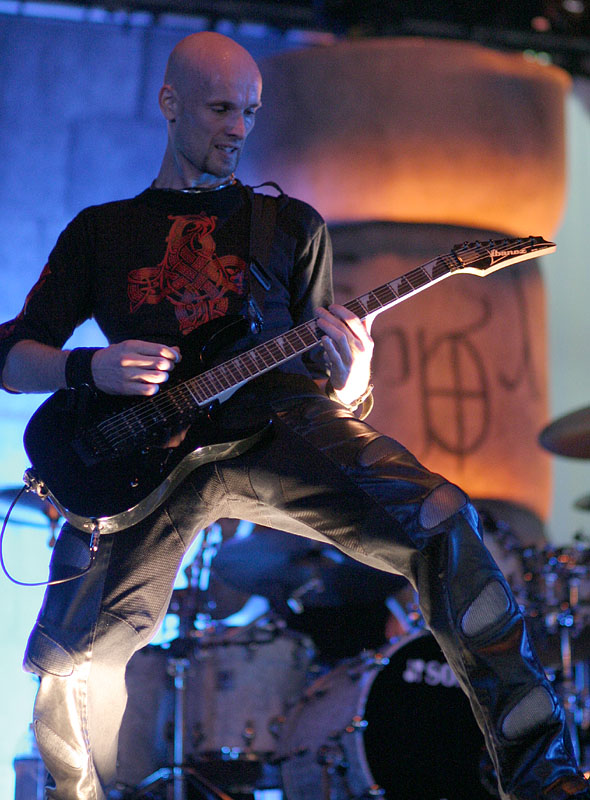
维斯特霍尔在演奏中

罗伯特·韦斯特霍尔特（荷蘭語：Robert Westerholt，1975年1月1日—），荷兰吉他演奏家，哥特金属乐队诱惑本质的创立者。